# رحمان عموزاد
رحمن أموزاد خليلي (الفارسية: رحمان عموزاد خلیلی؛ من مواليد 17 يوليو 2001) هو لاعب مصارعة حرة إيراني يتنافس بوزن 65 كيلوغرامًا. بطل العالم لعام 2022، حقق الميدالية الفضية أثناء تمثيله إيران في دورة الألعاب الأولمبية الصيفية 2024 ودورة الألعاب الآسيوية 2022.

## مسيرته الرياضية

### 2018-2020
في عامي 2018 و2019، فاز أموزاد بالميداليات الذهبية في بطولة العالم تحت 17 سنة وبطولة آسيا تحت 17 سنة في وزن 45 و48 كيلوغراماً على التوالي. في أكتوبر 2020، تنافس في الدوري الإيراني الممتاز لصالح جامعة آزاد الإسلامية، محققًا فوزين في وزن 61 كيلوغرامًا في أول ظهور له على مستوى الكبار. في نوفمبر/تشرين الثاني، خفّض أموزاد وزنه إلى 57 كيلوغراماً في تجارب المنتخب الإيراني للمصارعة العالمية، وخسر مباريات أمام بطل الآسيوية رضا أتري والإيراني تحت 23 سنة الحائز على ميدالية علي رضا سارلاك. في ديسمبر، حقق فوزين آخرين لجامعة آزاد في الدوري الإنجليزي الممتاز. بعد أسبوع، حصل أموزاد على الميدالية البرونزية في كأس العالم للمصارعة الفردية، حيث فاز بأربع مباريات وخسر واحدة، أمام بطل العالم زاور أوغيف من روسيا.

### 2021
في شهر مارس، تنافس أموزاد في مباراة العودة ضد رضا عطري للحصول على مكان في الفريق الأولمبي الإيراني، وخسر في مباراة متقاربة بالنقاط. في شهر مايو، وصل إلى وزن 61 كيلوغرامًا وفاز بكأس تاخي، متغلبًا على أربعة منافسين في طريقه إلى الميدالية الذهبية ومكان في الفريق العالمي الإيراني.. وفي شهر يونيو، فاز أموزاد بالميدالية الذهبية في  بطولة ياسار دوغو، حيث فاز على بطل  بطولة آسيا أولوكبيك زولدوشبيكوف ومنير رجب أكتاش.
في شهر أغسطس، ظهر أموزاد لأول مرة على المستوى الدولي تحت 20 سنة، وأصبح بطل العالم للمصارعة تحت 20 سنة في وزن 61 كيلوغراماً.  في بطولة العالم للمصارعة للناشئين تحت 20 سنة في شهر أكتوبر، تقدم أموزاد إلى الدور الثاني بعد فوزه على المجر، قبل أن يقصيه توشيهيرو هاسيغاوا من اليابان ليحتل المركز الحادي عشر.

### 2022
في أبريل، صعد أموزاد إلى وزن 65 كيلوغرامًا وحصل على أول لقب له في بطولة آسيا للمصارعة القارية، متغلبًا على الحائز على الميدالية البرونزية الأولمبية باجرانج بونيا من الهند في النهائيات.
في سبتمبر، تنافس في بطولة العالم، وركض عبر القفاز وهزم بطل أوروبا إسماعيل موسوكاييف من المجر، بطل العالم ثلاث مرات حجي علييف من أذربيجان والأولمبي يون جون سيك من كوريا الجنوبية، ليصل إلى النهائيات. في اليوم التالي، حصل على لقب العالم، متغلبًا على بطل بطولة المصارعة للقسم الأول من الرابطة الوطنية لرياضة الجامعات ثلاث مرات ياني دياكوميهاليس من الولايات المتحدة في مباراة عالية التسجيل.
في ديسمبر، ساعد أموزاد إيران على الفوز بالميدالية الفضية في كأس العالم، بعد هزيمة بطل آسيا تحت 23 عامًا تايربك جومشبيك أولو من فريق النجوم وياني دياكوميهاليس من الولايات المتحدة، في مباراة العودة من نهائيات بطولة العالم للمصارعة 2022.